# Aeroporto di Villefranche Tarare
L'Aeroporto di Villefranche Tarare (IATA: NIL, ICAO: LFHV), è un aeroporto francese che serve la cittadina di Villefranche-sur-Saône, sede dell'omonima sottoprefettura situata nel dipartimento del Rodano della regione del Rodano-Alpi, situato a 10 km Sud-Ovest dal suo centro, oltre che il territorio del Cantone di Tarare.
La struttura, posta all'altitudine di 328 m / 1 076 ft sul livello del mare, è dotata di un terminal, una torre di controllo e di due piste entrambe con orientamento 18/36, la principale con fondo in asfalto lunga 1 040 m e larga 30 m (4 101 × 75 ft), dotata di impianto di illuminazione a bassa intensità (LIRL) e sistema di assistenza all'atterraggio PAPI, ed una secondaria con fondo in erba di 880 x 80 m destinata agli alianti. Presente anche un eliporto.
L'aeroporto, gestito dalla Chambre de Commerce et d'Industrie de Villefranche et du Beaujolais, la sede della locale Camera di Commercio e dell'Industria francese, effettua attività sia secondo le regole del volo a vista (VFR) che, con limitazioni, del volo strumentale (IFR) ed è aperto al traffico turistico.